# Seat 1500
La SEAT 1500 est un modèle automobile du constructeur espagnol SEAT appartenant au segment D, supérieur, fabriqué sous licence Fiat de 1963 à 1972.
Ce modèle est venu remplacer l'ancienne SEAT 1400 qui a été fabriquée pendant 10 ans en Espagne. Il a été présenté à la Foire de Barcelone en juin 1963, la production a débuté à partir du mois de novembre de la même année.
La SEAT 1500 a été un modèle très populaire dans les années 1960 et 70. Ce sera l'automobile préférée des taxis espagnols et des administrations. Grâce à sa robustesse légendaire et sa très grande fiabilité, de nombreux exemplaires ont survécu et sont toujours en circulation en ce début de XXIe siècle, il existe un certain nombre de clubs de fanatiques SEAT 1500.
En fait, ce modèle reprenait le schéma de la SEAT 1400C qui consistait à monter un moteur moderne mais de petite cylindrée dans une grande carrosserie. Le moteur était un 1,5 litre Fiat provenant de la série Fiat 1300/1500 et la carrosserie était celle de la Fiat 1800 déjà utilisée dans la Seat 1400C, mais reprenant la seconde version italienne.
La SEAT 1400C a donné l'idée à Fiat de créer en 1961 la Fiat 1500L qui deviendra la SEAT 1500 en Espagne.

## Caractéristiques
Ce modèle fut doté de moteurs à hautes performances, pour l'époque, dans les versions essence et diesel. La mécanique avait une architecture très traditionnelle, moteur en long à l'avant, arbre de transmission et propulsion arrière avec un pont rigide. La version espagnole ne fut jamais équipée du moteur Fiat 6 cylindres de 2 279 cm3 comme dans son homologue italien.
Les moteurs diesel provenaient de chez Mercedes-Benz, fabriqués dans son usine de Barcelone.

## Les différentes versions
La gamme SEAT 1500 connut cinq versions : monofaro - bifaro - Familiar - Diesel 1800 et Diesel 2000.

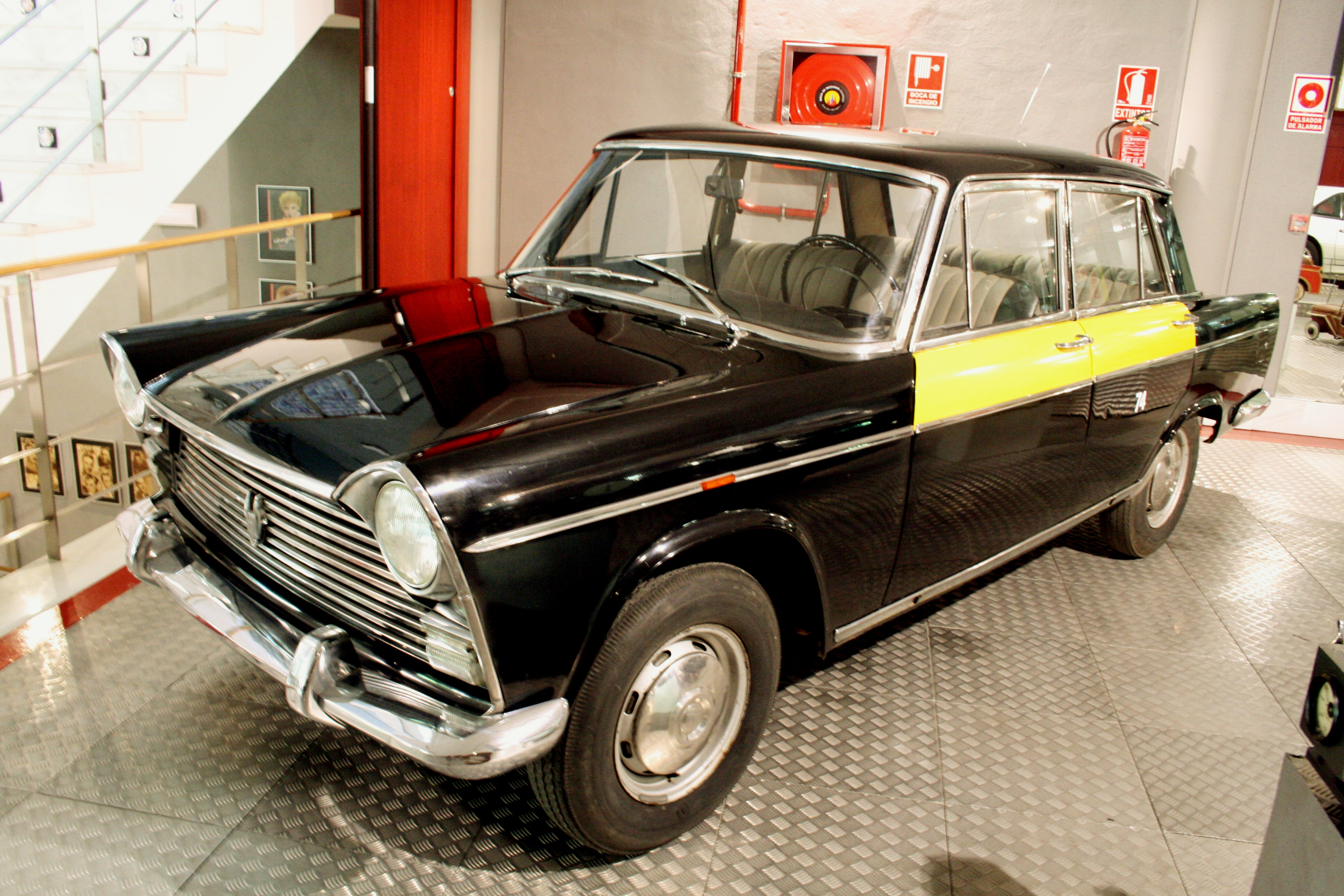
SEAT 1500 1re série Taxi à Barcelone

### SEAT 1500 Monofaro  (1963 - 1969)
La première série du modèle comportait un schéma traditionnel avec un phare à chaque extrémité de la calandre. Le moteur Fiat 4 cylindres de 1 481 cm3 développait 72 ch à 5 200 tr/min. Il restera en fabrication jusqu'en 1969.

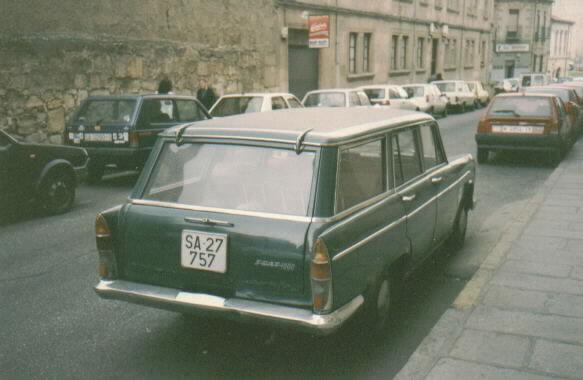
Vue arrière d'une SEAT 1500 Familiar

### SEAT 1500 Familiar (1963 - 1970)
Comme son homologue italienne, la SEAT 1500 connut une version familiale et commerciale équipée du même moteur et recevant la même finition intérieure.

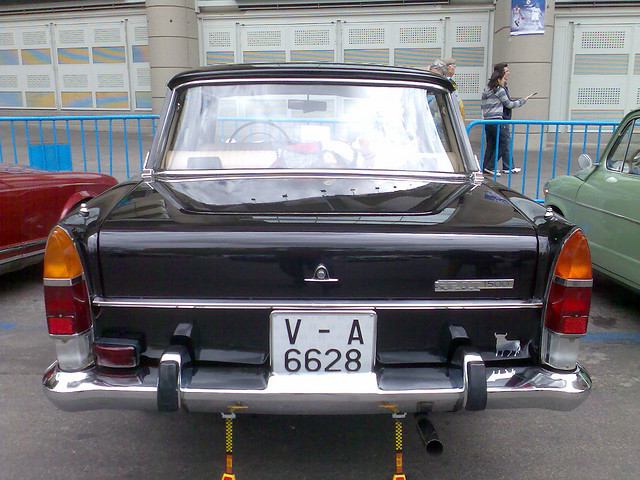
SEAT 1500 2e série, vue arrière

### SEAT 15002esérie(1967 - 1969)
Bien que baptisé modèle 68, cette seconde série a été dévoilée et commercialisée dès 1967. Elle comprend des améliorations mécaniques : 
- augmentation de la puissance du moteur qui passe à 75 ch,
- adjonction d'un servo-frein en plus des 4 disques, très rare à cette époque,
- remplacement de la dynamo par un alternateur,

De gros efforts sont aussi apportés sur la finition intérieure pour faire de la voiture LA référence en Espagne.
- direction assistée plus douce,
- adjonction de tampons caoutchouc sur les pare-chocs,

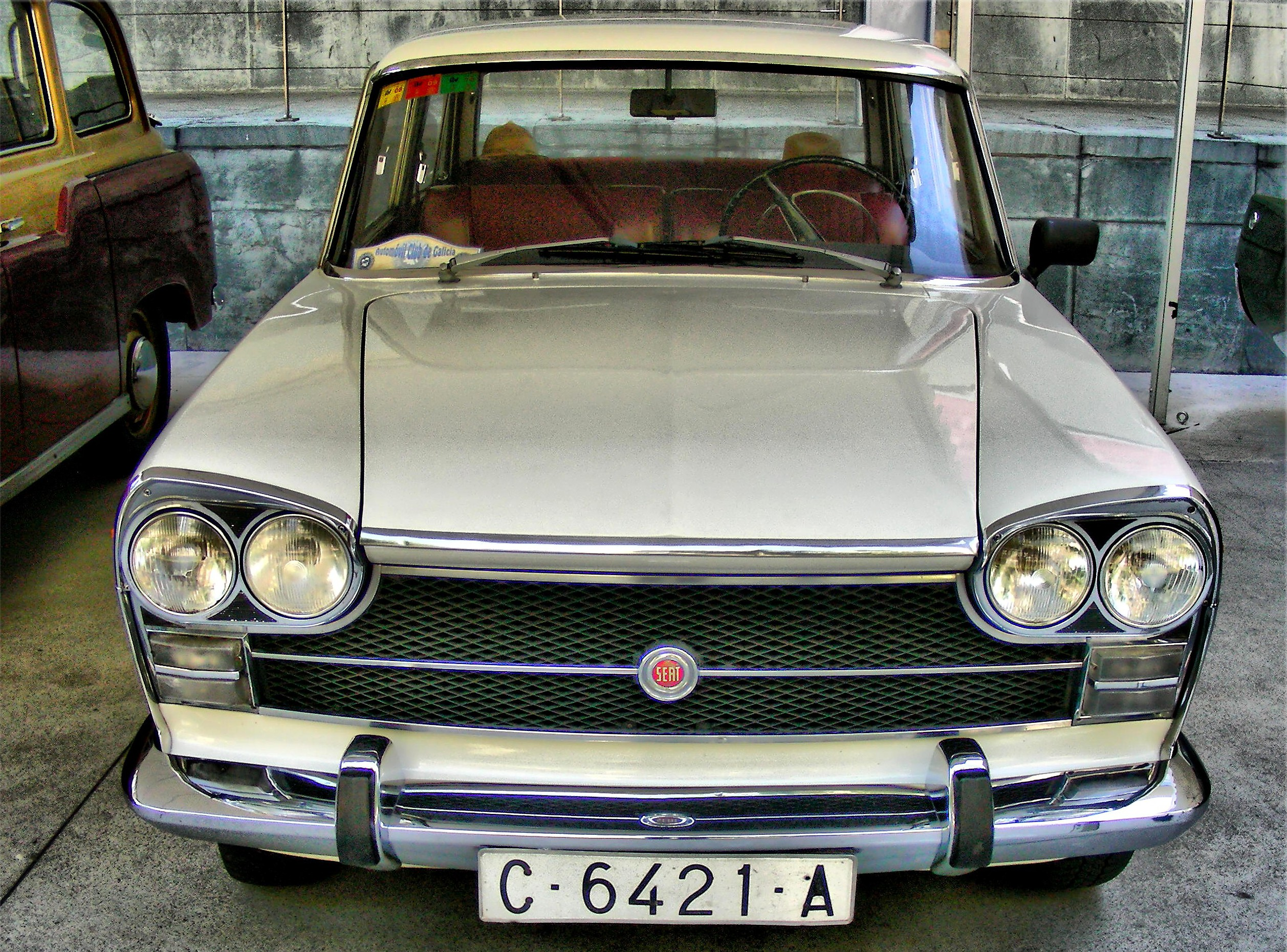
SEAT 1500 Bifaro dernière série 1972

- nouvelle tapisserie intérieure

### SEAT 1500 Bifaro (1969 - 1972)
Lorsqu'en 1969 la production de la gamme Fiat 1800/2100/2300 cessa en Italie, l'outillage de fabrication des éléments extérieurs fut transféré en Espagne pour équiper la SEAT 1500 avec les accessoires de la Fiat 2300. Le logo SEAT changea également, il devint rond. 
L'équipement intérieur devint encore plus confortable, spacieux et luxueux. Le tableau de bord a reçu des insertions en bois véritable et il a été complété au niveau instrumentation : compteur de vitesse, compteur kilométrique journalier, thermomètre d'eau, pression d'huile, niveau de carburant, plusieurs voyants etc.

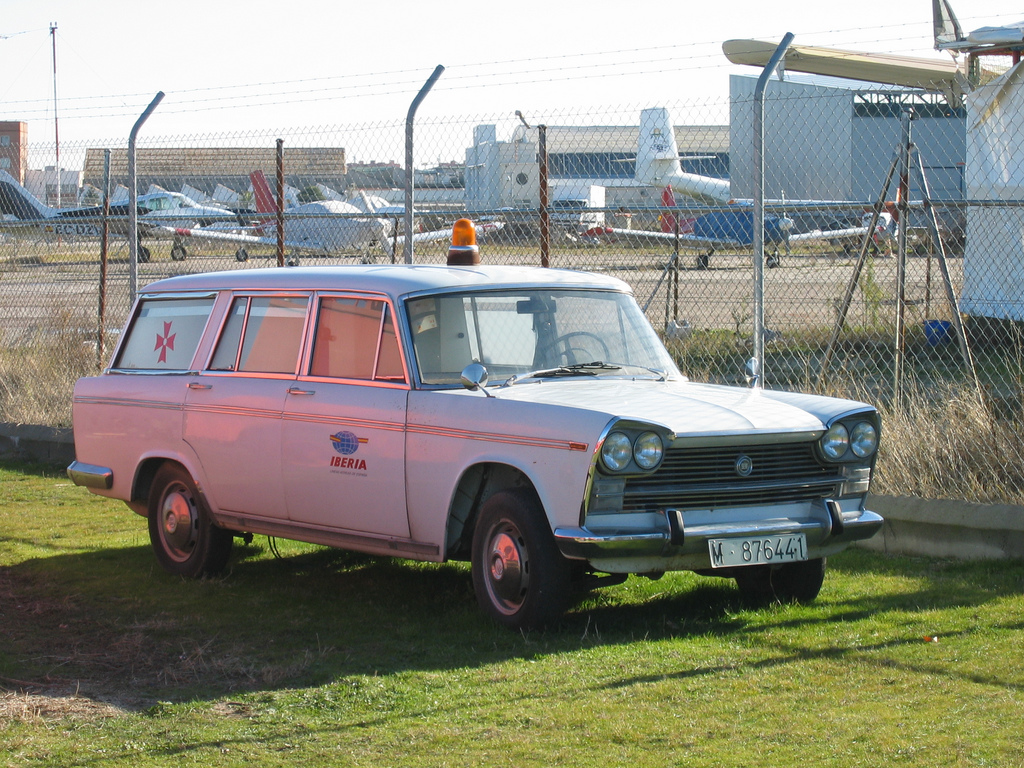
Ambulance Seat 1500 à l'aéroport de Madrid

## Variantes Diesel
Bien avant que SEAT ne se décide à offrir la première motorisation diesel pour les gros rouleurs que sont les taxis, ceux-ci avaient déjà engagé le remplacement du moteur Fiat essence après le 1er ou 2d million de kilomètres par un moteur diesel Barreiros, Perkins ou Mercedes-Benz, des moteurs produits en Espagne.
C'est avec l'avènement de la version "Bifaro" que SEAT monta en option, un moteur diesel Mercedes de 1,7 litre. En 1971, soit à peine un an avant son remplacement, la SEAT 1500 put recevoir un nouveau moteur diesel Mercedes de 2,0 litres, plus conforme au gabarit et au poids du véhicule. 
En 1972, lorsque la gamme SEAT 1500 fut remplacée par la Seat 132, 134.766 exemplaires de la SEAT 1500 avaient été fabriqués dans les 8 versions différentes : 1500 Normal, 1500 Lujo, 1500 Familiar, 1500 Furgoneta, 1500 Pick-Up, 1500 Ambulancia, 1800 Diésel et 2000 Diésel.

## Caractéristiques techniques
Caractéristiques techniques de la gamme SEAT 1500:
| Modèle            | 1 481 cm3 essence | 1 767 cm3 diesel | 1 988 cm3 diesel |
| ----------------- | ----------------- | ---------------- | ---------------- |
| Puissance         | 72 ch             | 46 ch            | 55 ch            |
| Poids             | 1 210 kg          | 1 250 kg         | 1 250 kg         |
| Vitesse maxi.     | 140 km/h          | 103 km/h         | 130 km/h         |
| Consommation moy. | 9,5 l/100 km      | 6,8 l/100 km     | 8,2 l/100 km     |

## Production
La fabrication de la SEAT 1500 a débuté dans l'usine "Zona Franca" de Barcelone au mois de novembre 1963.
| 1963  | 1964  | 1965   | 1966   | 1967   | 1968   | 1969   | 1970   | 1971  | 1972  | Total   |
| ----- | ----- | ------ | ------ | ------ | ------ | ------ | ------ | ----- | ----- | ------- |
| 1 252 | 8 297 | 24 442 | 26 974 | 24 016 | 11 510 | 16 173 | 11 982 | 6 557 | 3 843 | 134 766 |